# Остенде-Брюгге (аэропорт)
Международный аэропорт Остенде-Брюгге (нидерл. Internationale Luchthaven Oostende-Brugge) расположен в Бельгии, в городе Остенде, в 25 км от города Брюгге. Аэропорт расположен в километре от берега Северного моря, в 10 километрах от трассы E40.
Аэропорт используется для чартерных и грузоперевозок, а также для нужд бизнес-авиации и учебных полётов.

## История
Во время Второй мировой войны немецкие оккупанты перенесли аэродром Остенде-Стене на современную территорию, в пяти километрах к юго-западу от Остенде. Аэродром играл важную роль в битве за Англию.
После Второй мировой войны аэропорт Raversijde-Middelkerke был превращен в международный аэропорт департамента воздушного сообщения.
В 1992 году региональный фламандский аэропорт был передан фламандскому сообществу. Аэропорту дали новое название: «Остенде-Брюгге международный аэропорт».
В 2003 году с мая по декабрь авиакомпанией Ryanair выполнялись рейсы Остенде-Брюгге — Лондон-Станстед.

## Пассажирские авиакомпании
Согласно зимнему расписанию 2012/13
| Авиакомпании | Направления                                       |
| ------------ | ------------------------------------------------- |
| Jetairfly    | Аликанте, Малага, Гран-Канария, Тенерифе, Анталья |
| Победа       | Москва (Внуково)                                  |

## Статистика
| Год                   | 2009    | 2010    | 2011    |
| Пассажирооборот       | 192 776 | 213 638 | 232 682 |
| Грузооборот, тонн     | 74 148  | 64 041  | 57 381  |
| Число взлётов/посадок | 37 356  | 37 875  | 37 555  |